# 소오시
소오시(일본어: 曽於市)는 일본 가고시마현 동부에 있는 시이다.
2005년 7월 1일에 소오군(曽於郡)의 스에요시정(末吉町), 다카라베정(財部町), 오스미정(大隅町)이 합병하면서 탄생했다. 같은 시내에서도 스에요시정과 다카라베정은 미야자키현 미야코노조시와의 관계가 강하다.

## 지리
북부는 미야코노조 분지, 동부는 와니쓰카 산지의 일부를 이루고 남서부는 주로 시라스 대지를 중심으로 구릉 지대가 펼쳐져 있다.

### 인접한 자치체
- 가고시마현
  - 기리시마시
  - 가노야시
  - 시부시시
  - 소오군 오사키정

- 미야자키현
  - 미야코노조시

## 역사
에도 시대에는 사쓰마번령이었고 폐번치현 당시 소오시 지역은 오스미국 소오군과 휴가국 모로카타군에 속하고 있었다.
- 1889년 4월 1일 - 정촌제 시행으로 다카라베촌, 스에요시촌, 이와카와촌, 쓰키노촌, 노가타촌이 성립하였다.
- 1922년 10월 1일 - 스에요시촌이 정으로 승격하였다.
- 1924년 4월 1일 - 이와카와촌이 정으로 승격하였다.
- 1926년 4월 1일 - 다카라베촌이 정으로 승격하였다.
- 1955년 1월 20일 - 이와카와정·쓰네요시촌·쓰키노촌이 합병해 오스미정이 성립하였다.
- 2005년 7월 1일 - 소오군 스에요시정·다카라베정·오스미정이 합병해 소오시가 성립하였다.

## 교통

### 철도
- 규슈 여객철도 닛포 본선

### 도로
- 히가시큐슈 자동차도
- 국도 10호선
- 국도 222호선
- 국도 269호선

## 전화
같은 시내에서도 구 오스미정(0994)에서 스에요시정, 다카라베정(0986)(미야자키현 미야고노조시와 같음)으로 거는 통화는 지역외 통화가 된다.